# Seo Whi-min
Seo Whi-min (Seoel, 13 maart 2002) is een Zuid-Koreaans shorttrackster.

## Biografie
Seo begon in 2010 met shorttrack in Anyang. Ze studeerde aan de Pyeongchon High School. In 2013 en 2014 deed ze mee aan nationale juniorenkampioenschappen in het atletiek, maar daarna stortte ze zich volledig op het shorttrack. In 2017 en 2018 won ze bij de WK junioren drie goud en een zilver op de lange afstanden en de aflossing.
In het wereldbekerseizoen 2019/2020 debuteerde ze als senior en haalde ze zeven podiumplaatsen. Gedurende dat seizoen kon ze dankzij haar jonge leeftijd nog steeds deelnemen aan de Olympische Jeugdwinterspelen 2020 in Lausanne, Zwitserland. Ze won goud op de 500 en 1000 meter. Seo won tijdens dat toernooi ook brons in de gemengde aflossing, met ploeggenoten uit andere landen, iets wat gebruikelijk is tijdens de Jeugdwinterspelen.
Tijdens de Olympische Winterspelen 2022 in Peking debuteerde Seo in de Zuid-Koreaanse olympische ploeg. Ze reed enkel de aflossing met de Zuid-Koreaanse vrouwen (Choi, Kim, Lee, Seo). Zij wonnen de zilveren medaille, achter Nederland. Anderhalve maand later, tijdens de WK 2022, reed Seo wel alle individuele afstanden. Ze eindigde net buiten het podium, op de vierde plaats, in het eindklassement door een zevende plaats over 500 meter, een vierde plaats op de 100 meter en een derde plaats op de 1500 meter. Het leverde haar een eerste individuele medaille op een groot toernooi op als senior. Met de vrouwenaflossingsploeg won ze tevens goud.